# پولومیر
پولومیر (به صربی: Polumir) یک منطقهٔ مسکونی در صربستان است که در کرالیفو واقع شده‌است.